# Kaga, Ishikawa
Kaga (加賀市 Kaga-shi) là một thành phố thuộc tỉnh Ishikawa, Nhật Bản.